# Economia de Geòrgia
L'economia de Geòrgia va créixer aproximadament 10% entre 2006 i 2006 a causa del fort ingrés d'inversions estrangeres i a la despesa del govern. No obstant això, el creixement va disminuir per 3% a l'any el 2008 i possiblement serà encara menor el 2009.
Tradicionalment, la seva economia és basada en l'agricultura de raïm, fruites cítriques i avellana, en la mineria de manganès i coure, i en la producció d'un petit sector industrial, que produeix begudes amb alcohol i sense, metalls, màquines, avions i productes químics.